# バークスデール空軍基地
バークスデール空軍基地（バークスデールくうぐんきち、英: Barksdale Air Force Base）は、ルイジアナ州ボージャーシティに位置するアメリカ空軍の基地である。アメリカ空軍の核戦力を統轄する地球規模攻撃軍団の司令部が所在している。

## 概要
1928年12月5日、アメリカ陸軍の新しい飛行場建設地として、ボージャーシティ近郊の未開拓地が選定され、1931年から建設工事が始まった。1932年11月7日にはP-12およびP-26追撃機を運用する第20追撃航空群が到着し、1933年2月2日に飛行場はバークスデール・フィールドとして公式に開設された。
1930年代半ばになると、A-12およびA-17攻撃機を運用する第3攻撃航空団が配備され、追加の兵舎も建設された。
1940年11月にアメリカ陸軍航空隊飛行学校が開設され、B-17やB-24、B-25、B-26爆撃機などの乗員養成が行われ、第二次世界大戦中には自由フランス空軍や中華民国空軍の乗員訓練も受け持っていた。
第二次世界大戦後、アメリカ陸軍からアメリカ空軍が独立し、1948年1月13日にバークスデール・フィールドはバークスデール空軍基地へ改称された。1949年11月1日には戦略航空軍団の司令部が置かれ、第2空軍が配置された。同年11月7日にB-29戦略爆撃機を運用する第301爆撃航空団がカンザス州スモーキーヒル空軍基地から移駐、1951年10月10日にはB-47戦略爆撃機を運用する第376爆撃航空団がカンザス州フォーブス空軍基地から移駐した。第376爆撃航空団は1957年12月1日、第301爆撃航空団は1958年4月15日にオハイオ州ロックボーン空軍基地へそれぞれ移駐し、バークスデール空軍基地にはB-52F戦略爆撃機とKC-135A空中給油機を運用する第4238戦略航空団が配備された。なお、第4238戦闘航空団は1963年4月1日に第2爆撃航空団へ改編された。
1975年1月1日に第2空軍が廃止されると、バークスデール空軍基地には第8空軍が配置された。
1992年4月にはバークスデール空軍基地内に所在する265棟の建物がアメリカ合衆国国家歴史登録財に登録され、シュリーブポートゲートからフライトライン、ボージャーゲートからホーボンホールまでの区域がバークスデール歴史地区を構成している。
2001年9月11日に発生したアメリカ同時多発テロ事件の際、フロリダ州を訪問していたジョージ・W・ブッシュ大統領がワシントンD.C.に戻る前に立ち寄り、テロ発生後初めての国民に向けた声明を収録して直後に発表した（記者会見自体は訪問中の小学校にて簡素なものを行なっている）場所である。
大統領はフロリダ州から直接ワシントンD.C.に帰還することを望んだが、D.C.とはポトマック川を挟んで隣接するペンタゴンが攻撃されている上に次なる標的になる可能性が高いにもかかわらず安全の確保が不十分である（航空交通の封鎖が完了していなかった）ことと、当時の大統領専用機VC-25には生中継を行う設備が整っていなかったことから本基地に立ち寄った。声明収録中に給油を行い、発表後に大統領はネブラスカ州オファット空軍基地に移動して事態の沈静化を待った。そして夕刻に専用機が所属するメリーランド州アンドルーズ空軍基地経由でワシントンD.C.へ帰還した。

## 所在部隊
第8空軍隷下
- 第2爆撃航空団（英語版）[6]
  - 第2作戦群（英語版）
    - 第11爆撃飛行隊（英語版） - B-52H
    - 第20爆撃飛行隊（英語版） - B-52H
    - 第96爆撃飛行隊（英語版） - B-52H
    - 第2運用支援中隊

  - 第2整備群
    - 第2航空機整備中隊
    - 第2整備中隊
    - 第2弾薬中隊

  - 第2医療群
    - 第2航空宇宙医学中隊
    - 第2歯科中隊
    - 第2医療運用支援中隊
    - 第2医療支援中隊

  - 第2任務支援群
    - 第2契約中隊
    - 第2通信中隊
    - 第2福利厚生中隊
    - 第2兵站即応中隊
    - 第2警備中隊

第10空軍隷下
- 第307爆撃航空団（英語版）[6]
  - 第307作戦群（英語版）
    - 第93爆撃飛行隊（英語版） - B-52H
    - 第343爆撃飛行隊（英語版） - B-52H
    - 第307運用支援中隊

  - 第307整備群
    - 第307航空機整備中隊
    - 第307整備中隊
    - 第707整備中隊
    - 第307整備運用小隊

  - 第307任務支援群
    - 第307支援中隊
    - 第307福利厚生中隊
    - 第307兵站即応中隊
    - 警備中隊

アメリカ空軍戦闘センター隷下
- 第53航空団（英語版）[7]
  - 第53試験評価群（英語版）
    - 第49試験評価飛行隊（英語版） - B-52H
- 第57航空団（英語版）
  - アメリカ空軍兵器学校
    - 第340武器中隊（英語版）[7]

第16空軍隷下
- 第67サイバー空間航空団（英語版）
  - 第8情報戦小隊
- 第557気象航空団
  - 第1気象群（英語版）
    - 第26運用気象中隊（英語版）